# Studzianka (Ukraina)
Studzianka (ukr. Студінка) – wieś na Ukrainie, w  obwodzie iwanofrankiwskim, w rejonie kałuskim.

## Zabytki
- zamek[2]